# Монкутье, Давид
Давид Монкутье(фр. David Moncoutié; род. 30 апреля 1975, Провен) — французский профессиональный шоссейный велогонщик, выступающий за команду «Cofidis». Четырехкратный победитель горного зачета испанской Вуэльты.

## Биография
Давид Монкутье родился 30 апреля 1975 года в Провене в семье служащих почты. В юношеские годы Давид серьёзно занимался футболом и даже играл за местную команду до девятнадцатилетнего возраста. В 16 лет француз начал заниматься велоспортом помимо футбола, но первое время совмещал занятиям этими видами спорта. При этом Монкутье занимался не только спортом, но ещё и получил степень бакалавра в области биологии. В 1997 году Давид стал профессионалом, подписал первый контракт с командой Cofidis, за которую он выступал на протяжении всей карьеры.

### Первые профессиональные годы
Два первый сезона в профессиональном велоспорте не принесли Монкутье особых достижений. Зато в 1999 году он показал ряд неплохих результатов. Так уже в феврале на Туре Средиземноморья он попал в тройку лучших на первом этапе, а в общем зачете занял достаточно высокое седьмое место, уступив победившему Давиде Ребеллину менее минуты. Весной он финишировал пятым в трехдневной гонке Critérium International, а летом одержал первую профессиональную победу, выиграв шестой этап престижной гонки Критериум ду Дофине.
Уже в следующем, 2000 году Монкутье дебютировал на Тур де Франс, но особых лавров не снискал, став 75-м в общем зачете. А после Тура, в сентябре, Давид одержал единственную в сезоне победу, выиграв второй этап Tour de l'Avenir, на котором в общем зачете он занял второе место, уступив только Икеру Флоресу из Euskaltel-Euskadi. В сходном ключе для француза развивался и следующий год — на французском Туре он стал 48-м, но зато выиграл этап на осенней многодневке Tour du Limousin, которую он закончил третьим  в общем зачёте.
В начале 2002 года Давид выиграл этап Critérium International, а в мае впервые выиграл многодневную гонку, первенствовав на трехдневной Классике Алькобендаса. Перед началом Тур де Франс он чуть было не стал чемпионом страны в индивидуальной гонке, финишировав вторым. На самом Туре Монкутье занял достаточно высокое 12-е место, правда в основном благодаря удачному отрыву на 17-м этапе. В конце сезона Монкутье ещё смог выиграть малоизвестный критериум Vayrac. Следующий год оказался не столь удачным: 43-е место на Туре и несколько побед на не самых известных гонках.

### Победы на Гран-Турах
2004 год для Монкутье начался с традиционно неплохих выступлений на февральских и весенних гонках, одну из которых — критериум Marcolès он даже смог выиграть. Но главным достижением сезона для француза стала отнюдь не эта победа, а выигранный 11-й этап домашнего Гран-Тура до Фижака, который он выиграл блестящим одиночным отрывом, опередив ближайшего из соперников на 2 минуты. Тур де Франс Монкутье завершил на 34-й позиции в общем зачёте. 2005 год принес Давиду победу на этапе престижного Тура Страны басков, но главной победой для него стала победа, одержанная им в День взятия Бастилии, когда он первенствовал на 12-м этапе Тур де Франс до Динь-ле-Бен. Эта победа возвела его на Родине в ранг национального героя.
В начале 2006 года Монкутье выиграл звание лучшего горного гонщика на гонке Париж-Ницца, но в целом сезон у него не удался, как и следующий, который он практически полностью пропустил из-за проблем со здоровьем, а участвовал лишь в нескольких гонках.

### Горный король Вуэльты
В 2008 году Монкутье помимо участия в родном Туре принял решение стартовать на Вуэльте. Первый блин комом не оказался и с первой же попытки Давид выиграл зачет лучшего горного гонщика, добавив к этому ещё и победу на восьмом этапе до Пла-де-Берет, выиграв 34 секунды у большой группы, возглавляемой Алехандро Вальверде и Альберто Контадором. В 2009 году Монкутье ещё зимой выиграл этап Тура Средиземноморья, летом добавил к этой победе этап на Критериуме ду Дофине, а осенью доказал неслучайность своего прошлогоднего успеха, защитив звание лучшего горного специалиста Вуэльты. Кроме горного зачёта француз выиграл 13-й этап, который финишировал на горе наивысшей категории Сьерра-Невада.
В 2010 году Монкутье дебютировал на третьей супермногодневке — на Джиро он выступил достаточно бледно и стал только 68-м, зато спустя месяц после этого он выиграл общий зачет домашней гонки Route du Sud. В сентябре француз вновь принял участие в испанской Вуэльте, и вновь стал горным королём этой гонки, добавив к этому званию ещё победу на этапе. В 2011 году Давид выиграл общий зачет Tour de L'Ain, а на Тур де Франс вплотную приблизился к победе на этапе, но стал вторым на 13-м этапе до Лурда, уступив Туру Хусховду. Зато на испанской Вуэльте Монкутье четвёртый раз подряд выиграл звание лучшего горовосходителя и выиграл этап до Мансанеды, доведя количество побед на Вуэльте до четырёх.

## Личная жизнь
Давид Монкутье женат на Люси. В их семье растут два сына: Маттео (18.03.2006) и Эстебан (26.06.2009).